# Ray Bryant
Raphael Homer Bryant, detto Ray (Filadelfia, 24 dicembre 1931 – New York, 2 giugno 2011), è stato un pianista statunitense.
Nel corso della sua carriera ha collaborato con Miles Davis, Sonny Rollins, Max Roach, Art Blakey, Carmen McRae, Clifford Jordan, Coleman Hawkins, Dizzy Gillespie, Lee Morgan, Benny Golson, Jo Jones, Tiny Grimes, Melba Liston, Charlie Shavers, Arnett Cobb, Oliver Nelson, Aretha Franklin, Yusef Lateef, Benny Carter, Buddy Tate, Eddie "Cleanhead" Vinson e altri.

## Discografia da leader
| Anno    | Titolo                                      | Etichetta        | Note |
| ------- | ------------------------------------------- | ---------------- | --- |
| 1955    | Meet Betty Carter and Ray Bryant            | Columbia         | con Wendell Marshall, Philly Joe Jones, Betty Carter, Jerome Richardson                                                              |
| 1956    | Ray Bryant Trio                             | Epic             | con Wyatt Ruther (basso), Kenny Clarke, Osie Johnson e Jo Jones                                                                      |
| 1957    | Ray Bryant Trio                             | Prestige         | Trio, con Ike Isaacs (basso), Specs Wright (batteria)                                                                                |
| 1958    | Alone with the Blues                        | New Jazz         | Solista al piano |
| 1959    | Ray Bryant Plays                            | Signature        | Trio, con Tommy Bryant (basso), Oliver Jackson (batteria)                                                                            |
| 1959–60 | Little Susie                                | Columbia         | Trio, con Tommy Bryant (basso), Oliver Jackson e Eddie Locke (batteria; separatamente)                                               |
| 1960    | Madison Time                                | Columbia         | con Harry Edison, Al Grey, Urbie Green, Benny Morton, Buddy Tate, Tommy Bryant, Billy English, Jimmy Griffin e Dave Pochonet         |
| 1960–61 | Con Alma                                    | Columbia         | con Arthur Harper, Bill Lee, Mickey Roker                                                                                            |
| 1960–61 | Dancing the Big Twist                       | Columbia         | |
| 1962    | Hollywood Jazz Beat                         | Columbia         | con orchestra |
| 1963    | Groove House                                | Sue              | con Tommy Bryant, Bobby Donaldson, Panama Francis, Wally Richardson                                                                  |
| 1964    | Live at Basin Street East                   | Sue              | Trio, con Jimmy Rowser (basso), Ben Riley (batteria); in concerto                                                                    |
| 1964    | Cold Turkey                                 | Sue              | Trio, con Jimmy Rowser (basso), Ben Riley (batteria)                                                                                 |
| 1964    | Soul                                        | Sue              | con Tommy Bryant, Sonny Brown, Walter Perkins, Wally Richardson                                                                      |
| 1966    | Gotta Travel On                             | Cadet            | Quintetto, con Clark Terry (flicorno), Snooky Young (tromba), Walter Booker (basso), Freddie Waits (batteria)                        |
| 1966    | Lonesome Traveler                           | Cadet            | Quintetto, con Clark Terry (flicorno, tromba), Snooky Young (tromba), Jimmy Rowser (basso), Freddie Waits (batteria)                 |
| 1966    | Slow Freight                                | Cadet            | Quintetto, con Art Farmer e Snooky Young (tromba, flicorno), Richard Davis (basso), Freddie Waits (batteria)                         |
| 1967    | The Ray Bryant Touch                        | Cadet            | Trio, con Jimmy Rowser (basso), Rudy Collins (batteria)                                                                              |
| 1967    | Take a Bryant Step                          | Cadet            | con orchestra |
| 1968    | Up Above the Rock                           | Cadet            | Quintetto, con Dobbie Hiques (tromba), Snooky Young e Danny Moore (tromba; separatamente), Ron Carter (basso), Grady Tate (batteria) |
| 1969    | Sound Ray                                   | Cadet            | Trio, con Jimmy Rowser (basso), Harold White (batteria)                                                                              |
| 1970    | MCMLXX                                      | Atlantic         | |
| 1972    | Alone at Montreux                           | Atlantic         | Solo piano; in concerto |
| 1974    | In the Cut                                  | Cadet            | con orchestra |
| 1975    | Hot Turkey                                  | Black & Blue     | 4 tracce solo piano; 3 trace trio, con Major Holley (basso), Panama Francis (batteria)                                               |
| 1976    | Here's Ray Bryant                           | Pablo            | Trio, con George Duvivier (basso), Grady Tate (batteria)                                                                             |
| 1976    | Solo Flight                                 | Pablo            | Solo piano |
| 1977    | Montreux '77                                | Pablo            | Solo piano |
| 1978    | All Blues                                   | Pablo            | Trio, con Sam Jones (basso), Grady Tate (batteria)                                                                                   |
| 1980    | Pot-pourri                                  | Pablo            | Trio, con Jimmy Rowser (basso), Mickey Roker (batteria)                                                                              |
| 1987    | Ray Bryant Today                            | EmArcy           | Trio, con Rufus Reid (basso), Freddie Waits (batteria)                                                                               |
| 1987    | Plays Basie & Ellington                     | EmArcy           | Trio, con Rufus Reid e Freddie Waits                                                                                                 |
| 1987–88 | Blue Moods                                  | EmArcy           | con Rufus Reid e Freddie Waits |
| 1988    | Golden Earrings                             | EmArcy           | Trio, con Rufus Reid (basso), Freddie Waits (batteria)                                                                               |
| 1989    | All Mine... And Yours                       | EmArcy           | Trio, con Rufus Reid (bass), Winard Harper (batteria)                                                                                |
| 1991    | Ray Bryant Plays Blues and Ballads          | Jazz Connaisseur | Solo piano |
| 1992    | Through the Years Volume 1                  | EmArcy           | con Rufus Reid e Grady Tate |
| 1992    | Through the Years Volume 2                  | EmArcy           | Trio, con Rufus Reid e Grady Tate |
| 1993    | Somewhere in France                         | Label M          | Solo piano; in concerto |
| 1994    | No Problem                                  | EmArcy           | Quartetto, con Kenny Burrell (chitarra), Peter Washington (basso), Kenny Washington (batteria)                                       |
| 1994    | Inimitable                                  | Jazz Connaisseur | Solo piano |
| 1994    | Ray Bryant Meets Ray Brown + 1 Double RB    | EmArcy           | Trio, con Ray Brown (basso), Lewis Nash (batteria)                                                                                   |
| 1995    | Solo Live in Tokyo – Plays Blues and Boogie | EmArcy           | Solo piano; in concerto |
| 1997    | North of the Border                         | Label M          | Trio, con Harry Anderson (basso), Winard Harper (batteria)                                                                           |
| 1997    | Ray's Tribute to His Jazz Piano Friends     | JVC              | Trio, con Ray Drummond (basso), Winard Harper (batteria)                                                                             |
| 2004–08 | In the Back Room                            | Evening Star     | Solo piano; in concerto |